# Ford CX
Ne doit pas être confondu avec Citroën CX.
La Ford CX est une voiture qui a été produite par la Ford Motor Company en Grande-Bretagne de 1935 à 1937. Au cours de cette période, 96 553 voitures ont été produites. Elle était propulsée par un moteur à soupapes latérales de 1 172 cm3 de Ford. C'était une version de luxe de la Ford Model C Ten.